# Екатерина Кукова
Екатерина Андонова Кукова е българска милосърдна сестра от края на XIX – началото на XX век. Получава образование в Англия, участва като доброволка в Англо-бурската война, според някои сведения и в Балканската и Първата световна война. Инструктор е в Българската армия. Дъщеря на българския революционер Андон Куков.

## Биография
Родена е през 1874 година вероятно в Румъния, където баща ѝ Андон Куков – Македонеца, охридчанин, е емигрант и участник в чети за освобождение на България. Той загива в сражението на Ботевата чета при Милин камък (18 май 1876) и след Освобождението на България майка ѝ се премества в София с невръстната си дъщеря. Живеят в голяма мизерия, едва оцелявайки, докато Захари Стоянов разбира кои са и помага на майката да стане домашна прислужница. Поради бедността детето успява да тръгне на училище чак на 9-годишна възраст. Завършва основното си образование през 1890 г. и започва да работи като прислужница. Отново Захари Стоянов помага на майката да стане чистачка в Първа девическа гимназия и записва дъщерята да учи там. През 1895 година Екатерина завършва гимназията.
Заминава за Англия с помощта на мисията на Англиканската църква. Завършва успешно двегодишен курс и няколко години работи в болница към църквата. При започването на Англо-бурската война се записва като доброволка. На 28 февруари 1900 г. заминава за Южна Африка и на борда на кораба се запознава с д-р Артър Конан Дойл, с когото се сприятеляват. След това работят заедно в лазарет. При избухналата епидемия от тифус Конан Дойл се разболява и благодаряние на специалните грижи на Екатерина както по време на боледуването, така и при последвалата тежка контузия при падане, успява да се възстанови. Връщат се заедно в Англия. Споменът за заслугата ѝ за спасяването на Артър Конан Дойл е запазен в летописите на лондонския клуб „Приятелите на Шерлок Холмс“.
С възнаграждението си за работата ѝ като медицинска сестра в британската армия по време на война тя се връща в България в края на 1900 г. Купува къща в София, в района на Орлов мост, и се настанява в нея заедно с майка си, която и дотогава работи като прислужница. Става инструктор в медицинската школа на българската армия.
Според някои откъслечни сведения загива в Балканската война, но според други участва в Първата световна война.